# Emberà (llengua)
L'emberà és un continu dialectal de les llengües chocó parlat pel poble emberà, al nord-oest de Colòmbia i al sud-est de Panamà, a la comarca Emberá-Wounaan.
Embera, Emperã, Empena, Eberã, Epena, etc. és la paraula emberà per a "ser humà" o "home" i s'utilitza com l'autònim per tots els parlants de les varietats d'emberà (encara que no pels relacionats wounaan). De vegades també s'utilitza per referir-se a altres persones indígenes que no són de l'ètnia emberá.

## Llengües i variació regional
L'emberà es divideix normalment en almenys dos grans grups:
1. Emberà septentrional
2. Emberà meridional

Cadascun té algunes varietats regionals. Aquestes varietats es consideren de vegades dialectes, però en realitat són idiomes diferents. L'Arxiu de les Llengües Indígenes de Llatinoamèrica els enumera de la següent manera, juntament amb presumptes subvarietats que poden ser llocs, grups extints, o faltes d'ortografia:
- Septentrional (Nord d'Antioquia, Emberá norteño)
  - Catío (Katío): Dabeiba, Tukurá (Río Verde, upper Sinú, Emberá-Katío), Ngverá (San Jorge)
  - Emberà occidental (Citará, Northwest Embera, Northern Embera):[3] Darién (Sambú, Panamá Embera), Citará (Atrato, Andágueda), Juradó
- Meridional
  - Xamí (Caramanta, Embera-Chamí, East Embera, Southern Antioquia): Tadó*, Cristianía, Upper Andágueda, Mistrató, Garrapatas
  - Baudó: Catrú, Dubasa, Purricha, Pavaja
  - Eperara (Epena): Joaquincito, Cajambre, Naya, Saija, Tapaje, Satinga

Ethnologue (2005, 2009) considera el tadó (*) com una llengua separada. També hi ha discrepàncies en classificar el baudó com a emberà septentrional. Té moltes característiques d'ambdós grups i és parcialment intel·ligible amb el dialecte emberà septentrional i amb l'epena.